# 202787 Kestecher
202787 Kestecher è un asteroide della fascia principale. Scoperto nel 2008, presenta un'orbita caratterizzata da un semiasse maggiore pari a 2,4297784 UA e da un'eccentricità di 0,2292227, inclinata di 1,03463° rispetto all'eclittica.